# Дімбах (Німеччина)
Дімбах (нім. Dimbach) — громада в Німеччині, розташована в землі Рейнланд-Пфальц. Входить до складу району Південно-Західний Пфальц. Складова частина об'єднання громад Гауенштайн.
Площа — 2,19 км2. Населення становить 184 ос. (станом на 31 грудня 2020).

## Галерея

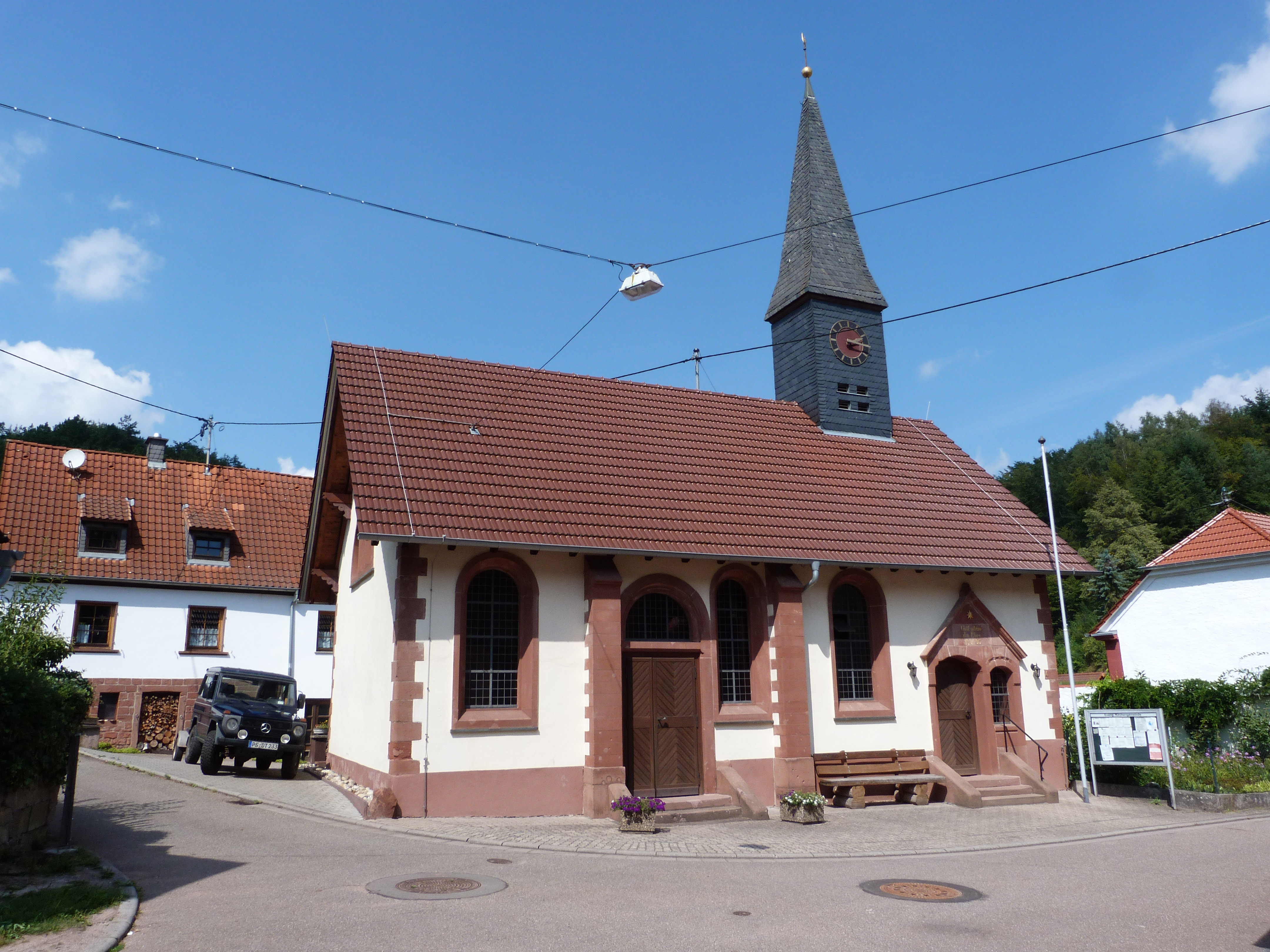
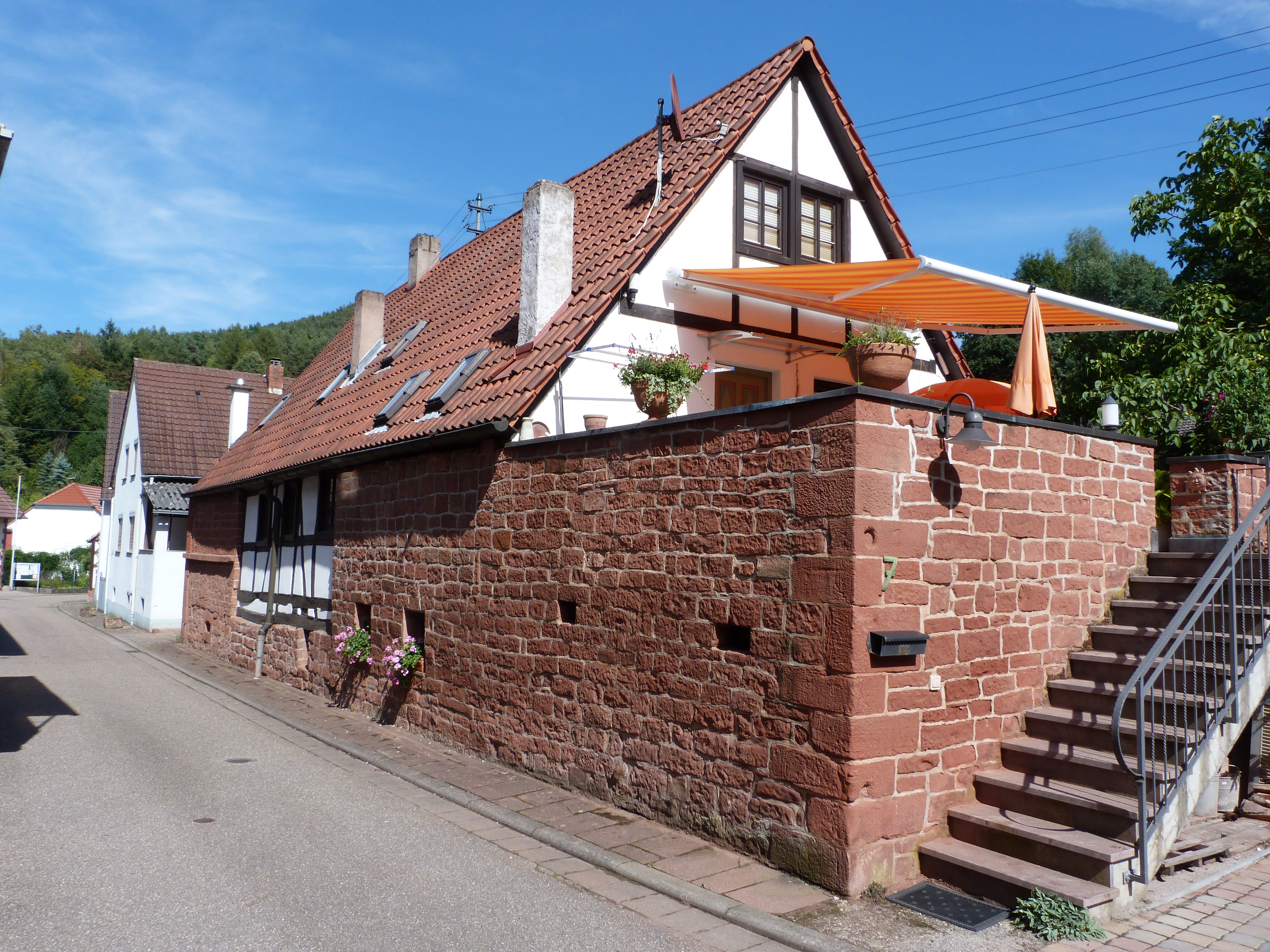
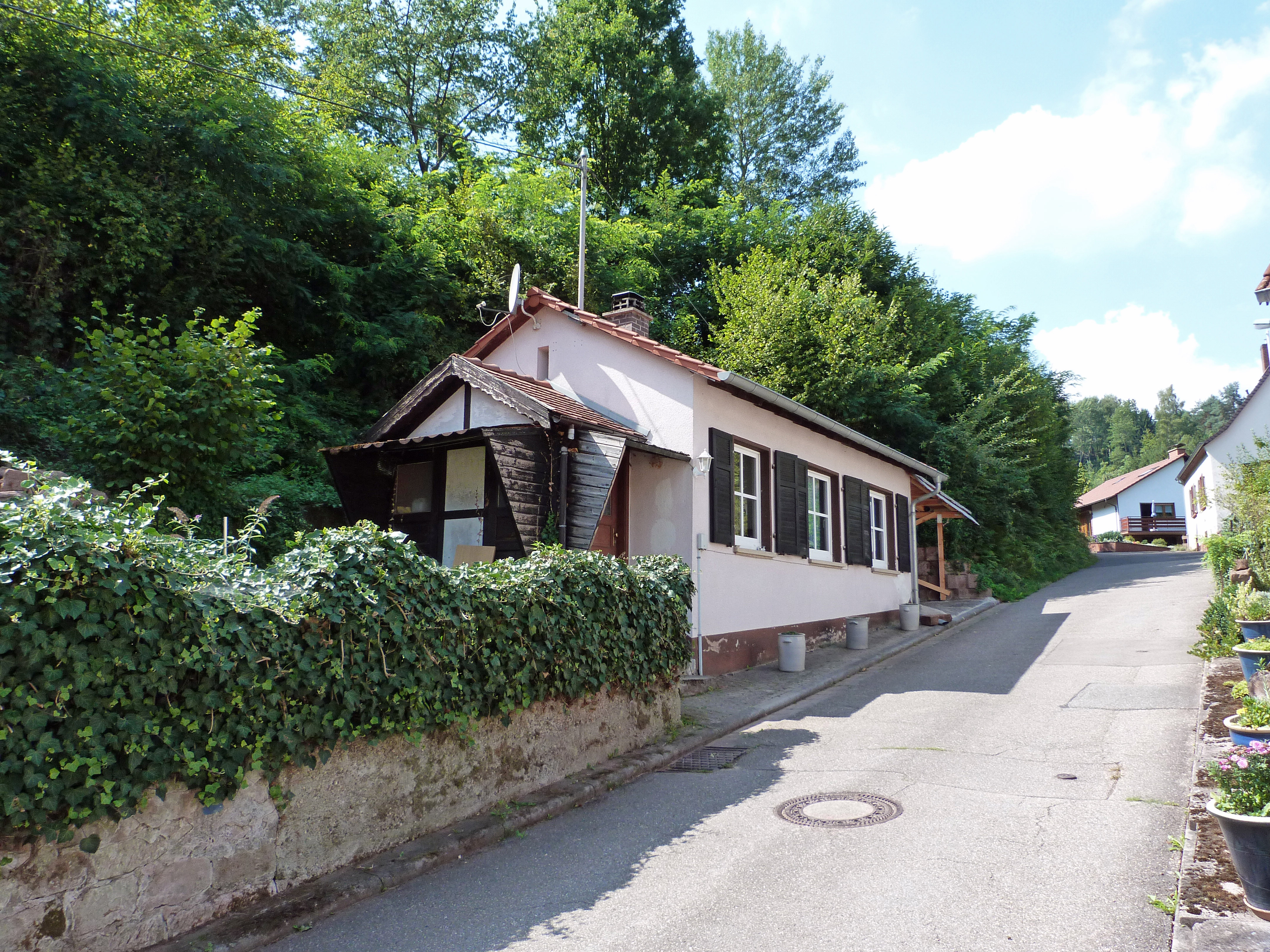